# Nulovanje
Nulovanje je vrsta zaštite od previsokoga dodirnog električnog napona. Izvodi se tako da se metalno kućište električnih trošila zaštitnim električnim vodičem spoji s neutralnim vodičem. U slučaju kvara u kojem nastaje dodir faznoga vodiča s vodljivim dijelovima trošila, fazni i neutralni vodič zatvaraju strujni krug pa poteče električna struja kojoj je jakost dovoljna da unutar dopuštenoga vremena (0,4 s pri naponu od 230 V) aktivira zaštitne naprave (pregaranje rastalnog osigurača ili isklapanje automatskog osigurača) i tako isključi napon na trošilu. Kako se za zaštitu od preopterećenja koriste zaštitni uređaji određene nazivne vrijednosti, za uspješnost te zaštitne mjere električni otpor strujnoga kruga, pa stoga i duljina mreže i instalacije, ne smiju prelaziti određenu vrijednost. Nulovanje je jednostavan i jeftin način zaštite od previsokoga dodirnog napona, ali uz ispunjenje određenih uvjeta: 
- nulovanje se smije primijeniti samo u niskonaponskim mrežama tipa TN (eng. Terra – Neutral);
- neutralni vodič treba biti jednakoga presjeka i jednako izoliran kao i fazni vodič, ne smije biti osiguran, treba postojati dobra mehanička i električna veza po cijeloj njegovoj duljini i treba biti djelotvorno uzemljen (barem u zvjezdištu transformatora i na kraju mreže);
- u instalacijama s vodičima presjeka manjeg od 10 mm² treba postojati poseban (treći, odnosno peti) zaštitni vodič na koji se spajaju metalna kućišta;
- zaštitni vodič treba spojiti s neutralnim vodičem na razvodnoj ploči instalacije; osigurači faznoga vodiča trebaju biti originalni.

Primjena nulovanja bez ispunjenih svih propisanih uvjeta može imati jednake posljedice kao i u slučaju kada nije provedena nikakva zaštita od previsokoga dodirnog napona. Unutar instalacije koja je nulovana smije se primijeniti i zaštita od previsokoga dodirnog napona zaštitnom diferencijalnom strujnom sklopkom, ali se zaštitni vodič trošila treba nalaziti izvan sklopke.